# توني سوتون
توني سوتون (بالإنجليزية: Tony Sutton)‏ هو سياسي أمريكي، ولد في 1 سبتمبر 1967 في سانت بول في الولايات المتحدة. حزبياً، نشط في الحزب الجمهوري.